# Michael Francis Kolarcik
Michael Francis Kolarcik, SJ (* 10. Oktober 1950 in New Westminster) ist ein kanadischer Theologe und Exeget.

## Leben
Michael Kolarcik, Sohn slowakischer Emigranten, trat in die Gesellschaft Jesu am 7. September 1968 und empfing am 2. Juni 1979 die Priesterweihe. Er erwarb den Bachelor of Arts (Honours BA, Philosophie), University of Guelph 1973 und den Master of Divinity (M.Div.) am Regis College, Toronto Schule of Theology, University of Toronto, 1979. Am Pontificio Istituto Biblico wurde er 1989 mit der Dissertation Die Zweideutigkeit des Todes im Buch der Weisheit 1–6. Eine Studie zur literarischen Struktur und Interpretation bei Maurice Gilbert und Richard Taylor promoviert. 
Kolarcik lehrte unter anderem am Regis College in Toronto, der Gregoriana in Rom und weiteren. Seit 1989 ist er Professor an der Theologischen Fakultät des Regis College an der Universität von Toronto. Er hat auch als Gastprofessor an den theologischen Fakultäten der Gesellschaft Jesu in Bratislava (Aloisianum – Teil der Universität von Trnava) und Nairobi gelehrt. Sein Spezialgebiet ist die biblische Exegese des Alten Testaments, insbesondere der Psalmen und der Weisheitsbücher.
Papst Franziskus ernannte ihn 2014 zum Rektor des Päpstlichen Bibelinstituts.

## Schriften (Auswahl)
- The ambiguity of death in the book of Wisdom 1-6. A study of literary structure and interpretation. Rom 1991, ISBN 88-7653-127-0.